# Råttfångaren (film, 1999)
Råttfångaren (engelska: Ratcatcher) är en brittisk dramafilm i regi av Lynne Ramsay från 1999.
Filmen handlar om en tolvårig pojke som lever i ett solkigt och fattigt Glasgow 1973.
Filmrecensenten Carl-Johan Malmberg beskrev det som "en storartad debut av en ung filmare, en film att se när den egna världen verkar för trång."

## Rollista
| William Eadie  | – James, pojken |
| Tommy Flanagan | – pappan        |